# 하얼빈 Z-19
하얼빈 Z-19는 중국 하얼빈사에서 제작한 공격헬기다.

## 제원
- 조종사 : 2명
- 길이 : 12미터
- 높이 : 4미터
- 공허중량 : 2,350kg
- 최대이륙중량 : 4,500kg
- 엔진 : 2 x 터보 샤프트 WZ-8C 터빈 엔진,
- 최대속도 : 280km/h
- 항속거리 : 700km (배터리 수명 4시간)
- 상승률 : 10m / sec

### 무장
- 57mm 또는 90mm 다연장 로켓 발사기
- 16발의 天燕-90(텐안-90) 공대공 미사일
- 23mm 기관포

## 같이 보기
- AH-1 코브라
- 가와사키 OH-1
- 공격 헬리콥터
- 중국 인민해방군 육군